# 福井県国際交流会館
福井県国際交流会館（ふくいけんこくさいこうりゅうかいかん）は、福井県福井市宝永3丁目にある国際交流施設。

## 概要
1996年（平成8年）10月に開館した福井県の国際交流活動の拠点である。管理運営は指定管理者の公益財団法人福井県国際交流協会。外国人向け各種サービスのほか、福井県交流文化部インバウンド推進課旅券室が入居しており、日本国旅券の申請・交付窓口を設置している。

## 所在地
- 〒910-0004 福井県福井市宝永3-1-1

## 交通アクセス
- 北陸新幹線・ハピラインふくい線 福井駅、福井鉄道福武線 福井駅停留場より約700 m。
- えちぜん鉄道勝山永平寺線 新福井駅より約300 m。
- 京福バス
  - 一般各系統 -「郷土歴史博物館前」、「養浩館口・江戸上町」、「城町」のいずれかで下車、約50 - 200 m。
  - すまいるバス北ルート（田原・文京方面） - 「養浩館口・江戸上町」下車、約150 m。
- E8 北陸自動車道 福井ICから、国道158号・国道8号・福井県道114号吉野福井線経由 約5 km。もしくは福井北ICから、主に国道416号・福井県道128号福井停車場米松線経由 約6.5 km。
- E67 中部縦貫自動車道 松岡ICから、主に国道416号・福井県道128号福井停車場米松線経由 約7.5 km。